# Малый Калинец
Малый Калинец — деревня в Парфинском районе Новгородской области в составе Полавского сельского поселения.

## География
Находится в центральной части Новгородской области на расстоянии приблизительно 19 км на восток-юго-восток по прямой от районного центра поселка Парфино.

## История
На карте 1840 года уже была обозначена как поселение с 20 дворами. Во время Великой Отечественной войны место тяжелых боев с немецкой армией.

## Население
Численность населения: 4 человека (русские 100 %) в 2002 году, 0 в 2010.